# Isthmomys
Az Isthmomys az emlősök (Mammalia) osztályának rágcsálók (Rodentia) rendjébe, ezen belül a hörcsögfélék (Cricetidae) családjába tartozó nem.

## Rendszerezés
A nembe az alábbi 2 faj tartozik:
- Isthmomys flavidus Bangs, 1902 – típusfaj
- Isthmomys pirrensis Goldman, 1912